# Середа (Смоленская область)
 Середа — деревня  в  Смоленской области России,  в Сычёвском районе. Расположена в северо-восточной части области  в 16 км к северо-западу от Сычёвки, на берегу реки Ракитня.  
Население — 165 жителей (2007 год). Административный центр Середского сельского поселения.

## Достопримечательности
- Городище "Старый погост" в 0,1 км от реки Ракитня.

## Фотографии

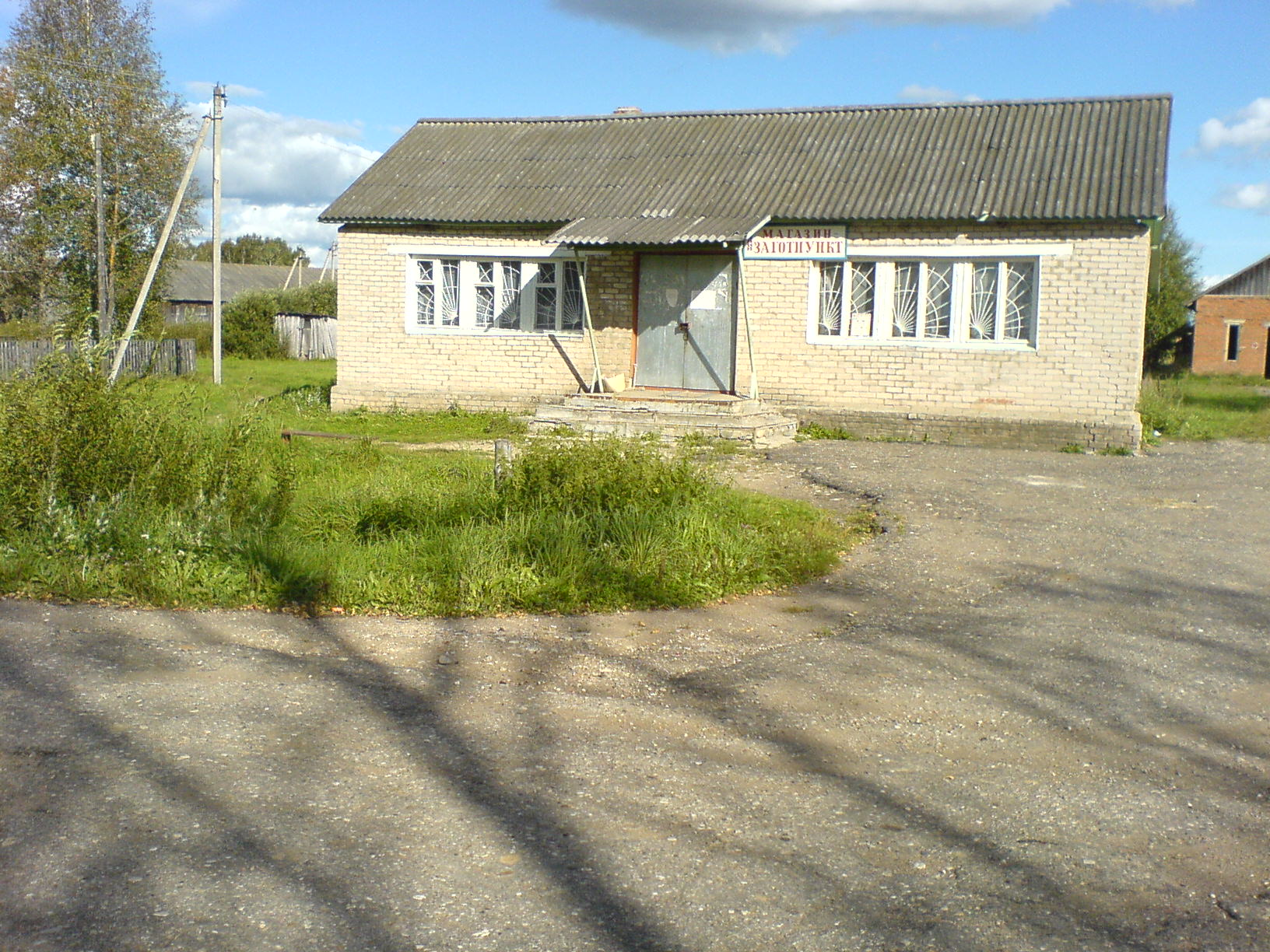
Магазин в Середе.
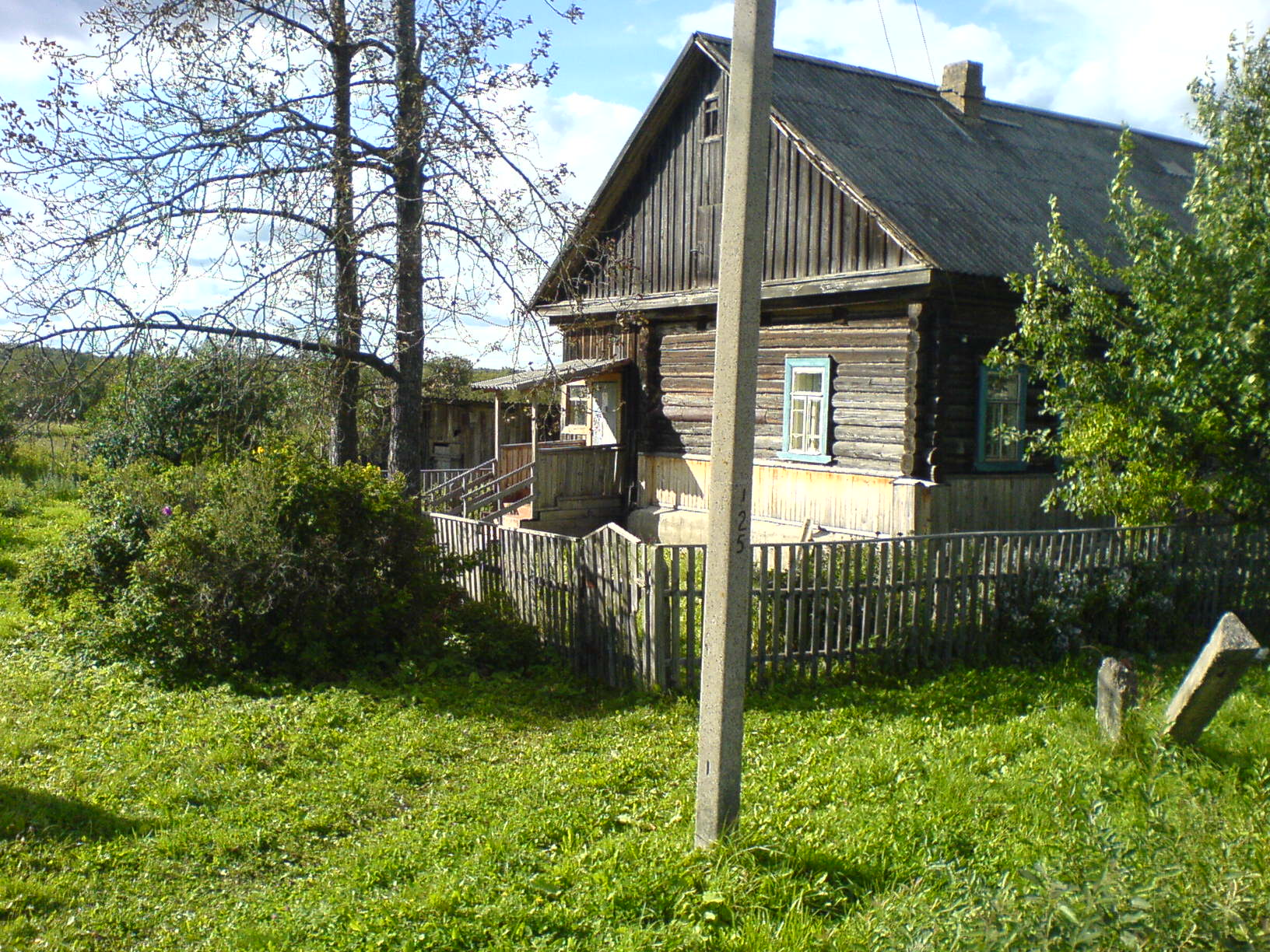
Библиотека.